# Luisa Roldán
Luisa Ignacia Roldán Villavicencio (Sevilla, 8 de setembre de 1652 [data de bateig] - Madrid, 10 de gener de 1706), coneguda popularment com La Roldana, va ser la primera escultora espanyola registrada. És una de les principals figures de l'escultura del Barroc en l'Andalusia de finals del segle xvii i principis del xviii. La seva fama va créixer quan Antonio Palomino la va reconèixer com una escultora tan important com el seu pare, Pedro Roldán.

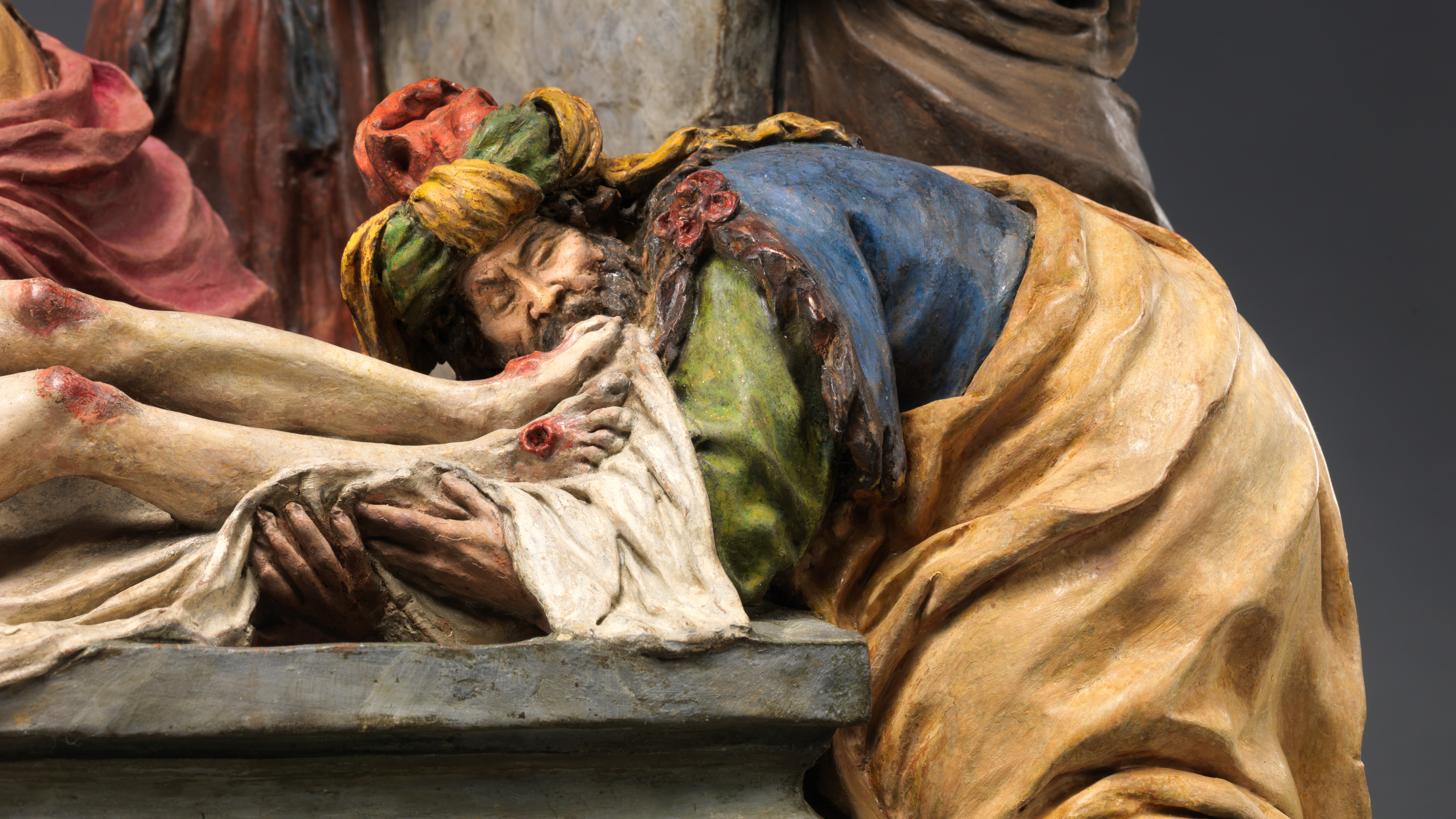
Detall del grup escultòric L'enterrament de Crist (1701). Terracota policromada. MET, Nova York

Es va formar influïda principalment pel seu pare, al seu taller de Sevilla, on va treballar fins al seu matrimoni el 1671. La seva escultura va ser de temàtica religiosa, seguint les directrius del Concili de Trento d'humanitzar l'art de les imatges, per posar la religió més propera al poble. Va afaiçonar escultures de grandària natural per processionar, en fusta o de fang cuit amb policromía i moltes d'elles de les anomenades «de candelero» o per vestir, així com unes altres de petits grups de devoció per a particulars i convents, amb gran moviment i expressivitat i amb plenes característiques de l'art barroc. Va executar molts pessebres en terracota d'estil italià, inclinant-se més pels que formaven una escena de la Nativitat com a grup escultòric unit.
Després d'una etapa d'aprenentatge i primeres obres fetes a Sevilla, el 1686 es va traslladar a Cadis per realitzar diversos treballs encarregats pel cabildo municipal i el catedralici. Després de dos anys d'estada en aquesta capital andalusa va viatjar a Madrid, on va treballar com a escultora de càmera per als monarques Carles II i Felip V fins a la seva defunció.

## Bibliografia

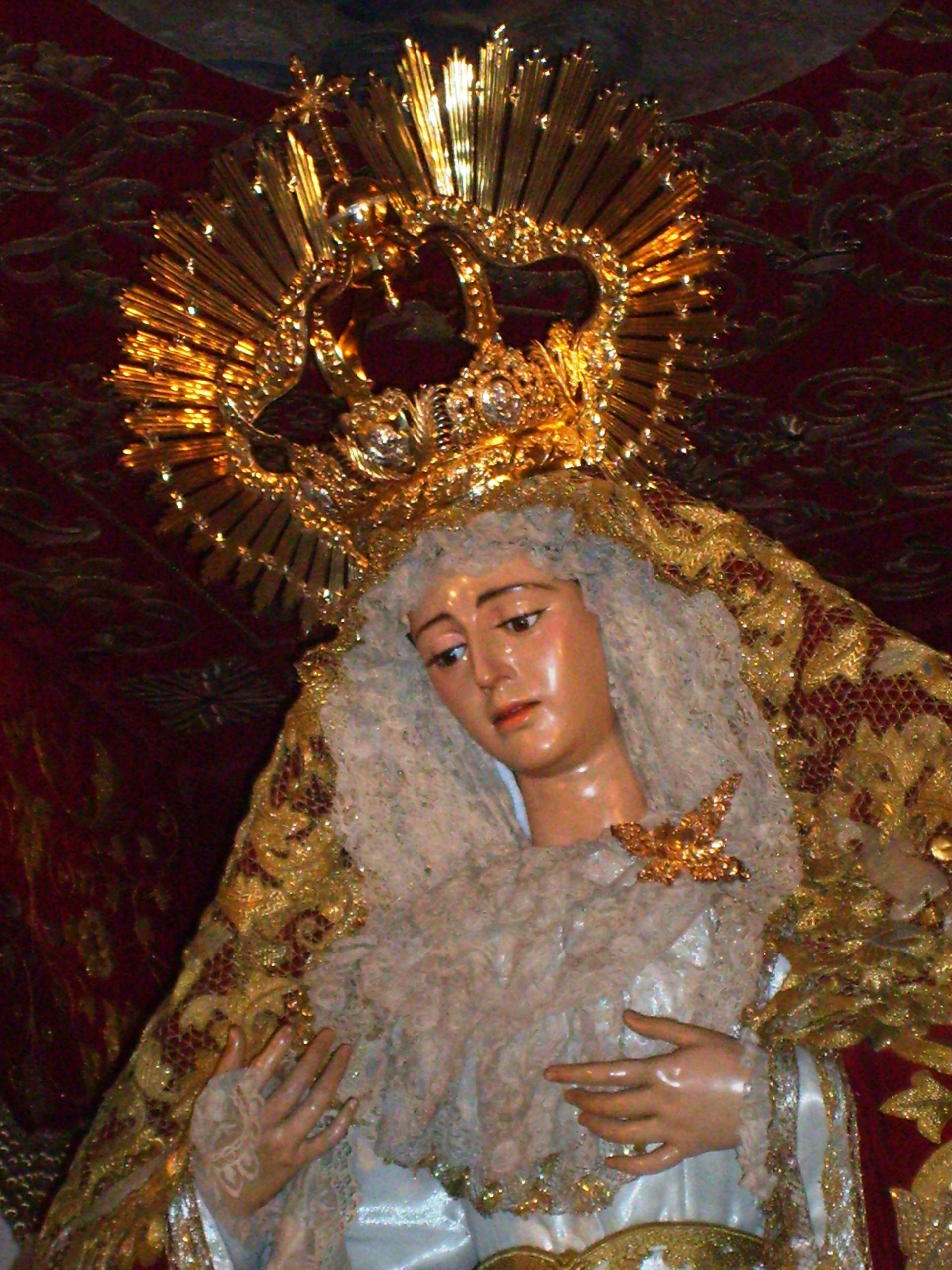
Virgen de Regla, obra de La Roldana (ca. 1680)